# Cytodiplospora castaneae
Cytodiplospora castaneae är en svampart som beskrevs av Oudem. 1894. Cytodiplospora castaneae ingår i släktet Cytodiplospora och familjen Gnomoniaceae.   Inga underarter finns listade i Catalogue of Life.